# Кант (пісня)

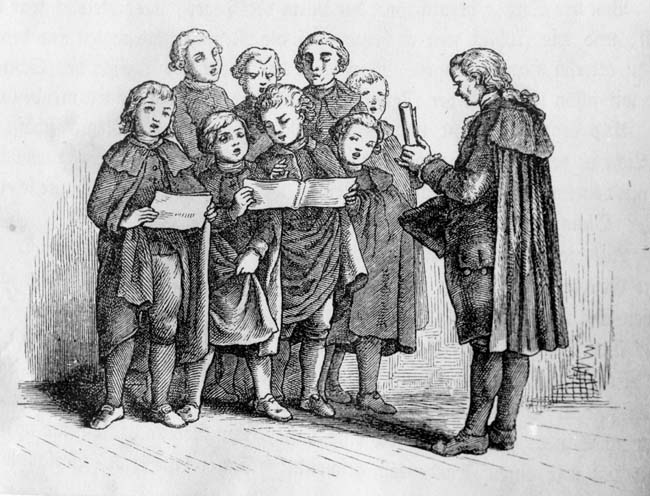

Кант (від лат. cantus — «спів», «пісня») — церковна або світська пісня для триголосного ансамблю або хору, що була поширена у XVI–XVIII ст. в Україні. Звідти канти і псальми були занесені на московські землі. Спочатку створювалися на релігійні тексти і виконувалися духовенством і ченцями.

## Релігійні канти
Поетика кантів походить від літературної (книжкової) поезії, а не народної пісні. У XVII ст. канти створювалися на слова представників силабічної поезії. Тексти та мелодії кантів побутували в багатьох варіантах, входили у поширені рукописні збірки. Для музичного стилю канту характерно триголосний виклад з паралельним рухом верхніх голосів, квадратна музична строфа.
Типовими кантами, наприклад, є відомі колядки.
Виконувалися ансамблем співаків або хором без супроводу інструментів. Інтонаційний лад канту представляє сплав елементів знаменного співу, української народної пісні, а також польської мелодики.
Найвідомішим пам'ятником духовних кантів є «Богогласник», виданий 1790 року в Почаївській лаврі. З 248 пісень пісень першого видання Богогласника — 33 польською мовою, 3 латиною, решта — церковнослов'янською або книжною українською мовою. В тематичному відношенні найбільше кантів у цій збірці присвячено Христові (76), Богородиці і її іконам (56), різним святим (55), ці канти розташовані по групах відповідно до церковних свят. Мелодія записана київською квадратною нотацією. Для ряду кантів мелодія не виписана, натомість вказується на те, що вони співаються на мелодію іншого канту. В мелодиці кантів проявляється опора на фукнкційно-гармонічне мислення, у кантах другої половини XVIII століття посилюються зв'язки з фольклором.
Пізніше Богогласник неодноразово перевидавався, зокрема у Почаєві (1805, 1825), Львові (1850, 1886). Канти переважно були анонімні. Однак відомі імена деяких авторів: Димитрій Туптало, Єпифаній Славинецький, Феофан Прокопович.

## Світські канти
У XVIII ст. з'являються канти патріотичного, побутового, любовно-ліричного змісту. Значне місце серед них займають любовно-ліричні канти, що передували появі жанру пісні-романсу (напр. «Бідная моя головонько, де ж тепер моя тепер дівонька», «Нещаслива доля без милого жити» та ін.). Іншою популярною групою світських кантів є жартівливі канти (напр. «Да орав мужик при дорозі», «Ой під вишнею, під черешною» та ін.).
Існують канти і зі скорботнішою тематикою, наприклад «Ой біда, біда мні, чайці небозі» (деякі приписують авторство цього канту Івану Мазепі). Серед авторів світських кантів — філософ Григорій Сковорода, зокрема йому належать канти «Ох щастє, щастє, бідноє, злоє», «Ах ти, світе лістний».
Канти стають улюбленою музичною формою міських верств населення. Ліричні канти вбирають в себе елементи існуючих танцювальних форм, головним чином менуету. Видатними творцями таких пісень були Г. Сковорода («Ох щастє, щастє, бідноє, злоє», «Ах ти, світе лістний»), 3. Дзюбаревич, С. Климовський, О. Падальський, І. Бачинський, Я. Семержинський та інші поети, однак у більшості випадків слова і музика кантів анонімні.
Мелодії кантів служили джерелом для розвитку культової музики. Особливо відчутним був їх вплив на один із хорових жанрів — партесний (багатоголосий) концерт.
Видатний український композитор і теоретик партесного жанру М. Дилецький (1650–1723 рр.) обстоював метод створення духовних гімнів на основі мелодії світської пісні, наводячи як приклад мелодію поширеного тоді канта «Радуйся, радость свою воспіваю». Партесний концерт був своєрідним проявом стилю українського бароко в музиці. Видатними виконавцями у цьому жанрі в Україні були Олекса Лешковський, Клим Коновський, Василь Пікулинський, Іван Календа та ін.